# Lista de regiões da Geórgia por IDH
Esta é uma lista das divisões administrativas da Geórgia (mkhare) por Índice de Desenvolvimento Humano a partir de 2019. Isso também inclui Ajária, uma região histórica, geográfica e político-administrativa da Geórgia, e Tiblíssi, a capital e maior cidade. Não há dados disponíveis para a República Autônoma da Abecásia.
| Classificação                     | Região                                    | IDH (2019)                        |
| Desenvolvimento humano muito alto | Desenvolvimento humano muito alto         | Desenvolvimento humano muito alto |
| --------------------------------- | ----------------------------------------- | --------------------------------- |
| 1                                 | Tiblíssi                                  | 0,834                             |
| 2                                 | Ajária                                    | 0,816                             |
| 3                                 | Imerícia, Racha-Lechúmia e Baixa Suanécia | 0,810                             |
| –                                 | Geórgia                                   | 0,802                             |
| Desenvolvimento humano alto       |                                           |                                   |
| 4                                 | Baixa Ibéria                              | 0,793                             |
| 5                                 | Ibéria Interior                           | 0,789                             |
| 6                                 | Mesquécia-Javaquécia                      | 0,785                             |
| 7                                 | Mingrélia-Alta Suanécia                   | 0,775                             |
| 8                                 | Gúria                                     | 0,770                             |
| 9                                 | Caquécia                                  | 0,767                             |
| 10                                | Misqueta-Montanhas                        | 0,755                             |